# Mehmed Ier Giray
Mehmed ou Mohammed Ier Giray (né vers 1465, mort en 1523) est un khan de Crimée ayant régné de 1515 à 1523. Son court règne marque l'apogée de l'indépendance du khanat.

## Règne

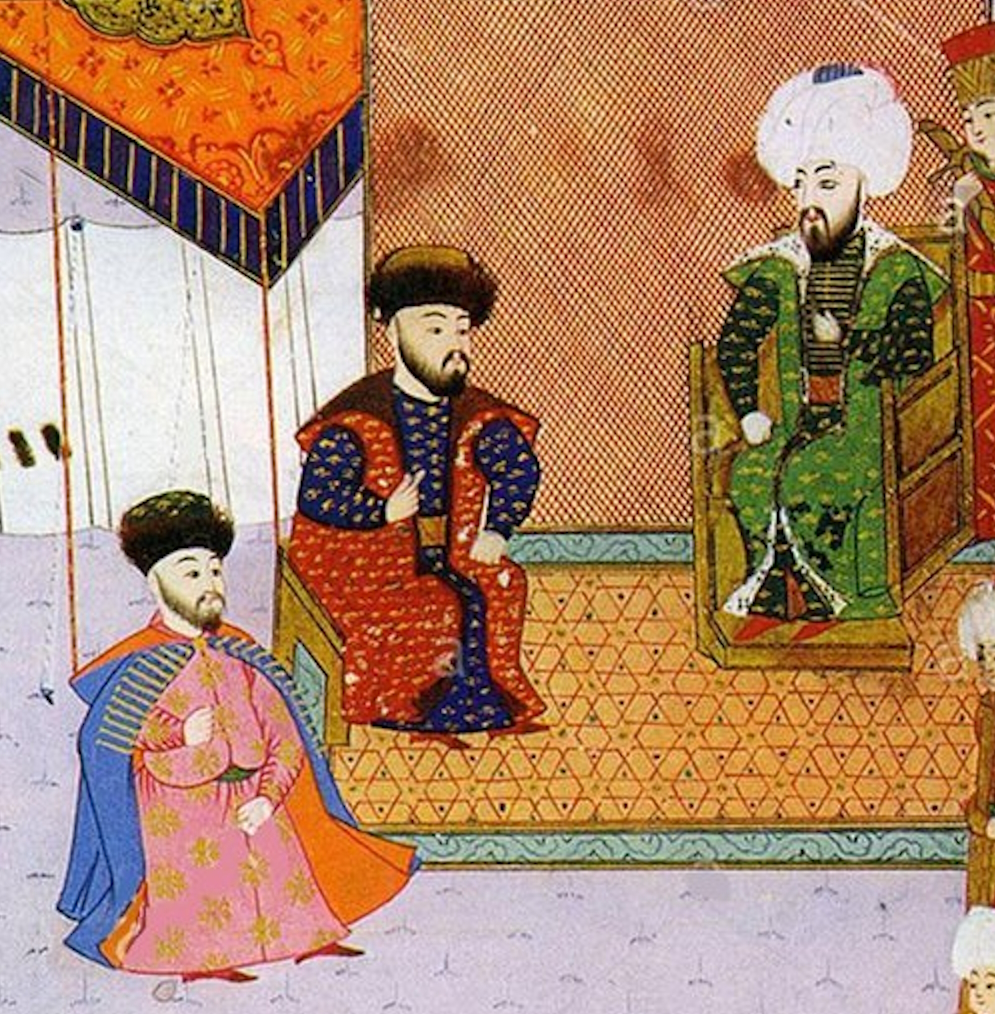
Eñli I Giray (au centre) avec le fils aîné, le futur khan Mehmed I Giray (à gauche) et le sultan turc Bayezid II (à droite)

Fils aîné de Mengli Giray, Mohammed Ier Giray est désigné comme héritier par son père et lui succède en janvier 1515 sans demander l'investiture du sultan. Il entretient des relations de défiance avec Selim Ier, qui le redoute.
Mohammed Ier met fin définitivement à l'alliance conclue par son père en 1480 avec la Moscovie lorsqu'à la mort sans héritier de Mohammed Emin (Möxämmädämin), khan de Kazan, en 1519, il décide d'appuyer la candidature à ce trône de son demi-frère, Sahib Ier Giray, contre Shah Ali Khan de Kassimov, le candidat soutenu par Vassili III de Moscou. Dans un premier temps, le candidat des Russes l'emporte mais en 1521 Mohammed Ier impose son frère qui règne sur Kazan jusqu'en 1524. Non content de ce succès, les deux princes unissent leurs forces et mènent une expédition dévastatrice qui surprend une armée russe sur l'Oka et pille les faubourgs de Moscou en 1521. Il obtient la promesse d'un tribut et des milliers de prisonniers sont vendus comme esclaves sur le marché ottoman de Caffa.
En 1523, Mohammed Ier Giray lance une seconde attaque contre la Moscovie mais son offensive est stoppée cette fois par l'armée russe appuyée par son artillerie sur l'Oka. Le khan veut alors achever l'unification des possessions des descendants de Gengis Khan en attaquant le khanat d'Astrakhan. L'expédition s'achève en catastrophe. Peu après, Mohammed Ier est surpris et assassiné en octobre par Mamaï, khan des Nogaïs, qui ravage la Crimée.
C'est pourtant à cette époque que commence entre le khanat et la Moscovie le long conflit pour la possession de l'ancien ulus de Batu, les khanat de Kazan et d'Astrakhan, qui ne se termine par un traité confirmant la défaite des Tatars qu'en 1593.
Mohammed Ier a comme successeur son fils Ghazi Ier Giray.

## Postérité
Mohammed Ier Giray meurt à 58 ans et laisse cinq fils :
- Bahadir, héritier tué avec son père ;
- Baba Giray ;
- Ghazi Ier Giray ;
- Islam Ier Giray ;
- Uzbeg Giray.